# 劉慧鏡
刘慧镜，彭城郡吕县（今江苏省徐州市铜山区）人，南朝梁政治人物。
他在南梁官至安成（治今江西省安福县）内史。他的父亲刘元直担任淮南郡太守，在郡内有罪。刘慧镜前去拜见很多朝士，乞求饶恕，恳切悲伤到了极点，有孝顺名声。其弟是士人劉慧斐，其子是孝子劉曇淨。刘慧镜在安成任上去世。刘昙净时任安成王国左常侍，奔丧绝食多天后晕倒又醒来，每次哭泣都会吐血。